# Nietzsche-Kommentar
Nietzsche-Kommentar est l’abréviation courante pour « Historischer und kritischer Kommentar zu Friedrich Nietzsches Werken », en français « Commentaire historique et critique des œuvres de Friedrich Nietzsche ». Il s'agit d'un projet à long terme, débuté en 2008 et d'une durée de 15 ans dans un premier temps réalisé dans le cadre du Akademienprogramm de l'État et des Länder allemands. Le projet est porté par l'Académie des sciences de Heidelberg. Il est géré par le Deutsches Seminar de l’université de Fribourg-en-Brisgau.

## Objectifs
Le Nietzsche-Kommentar a pour but de donner un commentaire complet sur l'ensemble des ouvrages publiés ou préparés pour publication par Nietzsche. Malgré le rayonnement considérable et mondial de la pensée de Nietzsche, il n'existait pas jusqu'alors de commentaire complet sur les travaux de Nietzsche, mais seulement des études individuelles de ses publications. Le Nietzsche-Kommentar cherche à remédier à ce manque en analysant du point de vue philosophique et en termes d'histoire intellectuelle les œuvres de Nietzsche dans leur contexte historique.

## Structure, composition et organisation
« Le commentaire vise à rassembler, systématiser et élargir les résultats de recherche existants. Les explications relatives aux différentes parties du texte sont présentées dans des commentaires d'introduction dans un contexte conceptuel, structurel, genèse et historique. La recherche détaillée sur les contextes et les sources de ressources sont essentielles dans cette optique.
Les volumes du commentaire sont organisés chronologiquement et en fonction des œuvres de Nietzsche. Ils paraissent chez l'éditeur Walter de Gruyter (Berlin / Boston). Ce sont :
- Vol. 1/1: Die Geburt der Tragödie, commentaires par Jochen Schmidt, 2012  (ISBN 978-3-11-028692-2)
- Vol. 1/2: Unzeitgemäße Betrachtungen I-IV, commentaires par Barbara Neymeyr, parution prévue octobre 2019
- Vol. 1/3: Ueber Wahrheit und Lüge im aussermoralischen Sinne, commentaires par Sarah Scheibenberger, 2016  (ISBN 978-3-11-045873-2)
- Vol. 2/1: Menschliches, Allzumenschliches I, commentaires par Andreas Urs Sommer, parution prévue 2023
- Vol. 2/2: Menschliches, Allzumenschliches II, Vermischte Meinungen und Sprüche, commentaires par Katharina Grätz, parution prévue 2023
- Vol. 2/3: Menschliches, Allzumenschliches II, Der Wanderer und sein Schatten, commentaires par Sebastian Kaufmann, parution prévue 2023
- Vol. 3/1: Morgenröthe, commentaires par Jochen Schmidt; Idyllen aus Messina, commentaires par Sebastian Kaufmann, 2015  (ISBN 978-3-11-029303-6)
- Vol. 3/2: Die fröhliche Wissenschaft, commentaires par Sebastian Kaufmann, parution prévue 2020
- Vol. 4: Also sprach Zarathustra, commentaires par Katharina Grätz, parution prévue 2019
- Vol. 5/1: Jenseits von Gut und Böse, commentaires par Andreas Urs Sommer, 2016  (ISBN 978-3-11-029307-4)
- Vol. 5/2: Zur Genealogie der Moral, commentaires par Andreas Urs Sommer, parution prévue 2019
- Vol. 6/1: Der Fall Wagner. Götzen-Dämmerung, commentaires par Andreas Urs Sommer, 2012  (ISBN 978-3-11-028683-0)
- Vol. 6/2: Der Antichrist. Ecce homo. Dionysos-Dithyramben. Nietzsche contra Wagner, commentaires par Andreas Urs Sommer, 2013  (ISBN 978-3-11-029277-0)[3]

Le groupe de travail autour du projet a été dirigé par le germaniste Jochen Schmidt qui l'a initié et dirigé de 2008 à 2014, et le philosophe Andreas Urs Sommer qui le dirige depuis. Le président de la commission scientifique correspondante est le théologue Gerd Theißen.